# Only Jesus
«Only Jesus» — песня американской группы христианского рока Casting Crowns, вышедшая 10 августа 2018 года в качестве ведущего сингла из студийного альбома Only Jesus (2018). Трек написан Марком Холлом, Берни Хелмсом и Мэтью Уэстом и спродюсирован группой. Песня заняла 3-е место в американском чарте Hot Christian Songs, став двадцать шестым синглом из Топ-10, что является вторым показателем за всю историю чарта. Песня исполнена в ре-мажорном ключе и имеет частоту 124 удара в минуту. Песня стала их первым номером один в христианском эфире Christian Airplay со времён песни «Courageous» в 2011 году.

## История
Песня «Only Jesus» была выпущена 10 августа 2018 года в качестве лид-сингла с одноимённого восьмого студийного альбома. Клип с текстом был выпущен 21 августа 2018 года. В этой песне фронтмен Марк Холл размышляет о том, за что его будут помнить, когда его жизнь закончится. Он считает, что единственными его достижениями являются те вещи, в которых действовал Иисус. Холл объяснил: «В наши дни много говорят о наследии. Как мы хотим, чтобы нас помнили? Чем больше я думаю об этом, тем больше убеждаюсь, что все, что во мне достойно памяти, — это то, над чем работал и продолжает работать во мне Иисус. Сам по себе я ничего не могу предложить миру, но это делает Иисус — так что не обращайте на меня внимания. Иисус — единственное имя, которое стоит помнить».
Автором сингла стал американский современный христианский музыкант Мэтью Уэст, который также исполнил песню «Nobody».

## Награды и номинации
| Год  | Организация  | Награда                                       | Результат | Ссылка |
| ---- | ------------ | --------------------------------------------- | --------- | ------ |
| 2020 | Grammy Award | Best Contemporary Christian Music Performance | Номинация | [ 10 ] |

## Чарты
| Чарт (2019)                           | Высшая позиция |
| ------------------------------------- | -------------- |
| US Christian AC (Billboard)           | 1              |
| США (Billboard Christian Airplay)     | 1              |
| США (Billboard Christian Songs)       | 3              |
| US Christian AC Indicator (Billboard) | 1              |

| Чарт (2018)                      | Позиция |
| -------------------------------- | ------- |
| US Christian Airplay (Billboard) | 45      |
| US Christian Songs (Billboard)   | 42      |
| Чарт (2019)                      | Позиция |
| US Christian AC (Billboard)      | 9       |
| US Christian Airplay (Billboard) | 9       |
| US Christian Songs (Billboard)   | 7       |

## Сертификации
| Регион                                                                      | Сертификация | Продажи |
| --------------------------------------------------------------------------- | ------------ | ------- |
| США (RIAA)                                                                  | Золотой      | 500 000 |
| Данные о продажах + прослушиваниях приведены только на основе сертификации. |              |         |